# Строшкі
Строшкі (пол. Stroszki) — село в Польщі, у гміні Некля Вжесінського повіту Великопольського воєводства.
Населення — 246 осіб (2011).
У 1975-1998 роках село належало до Познанського воєводства.

## Демографія
Демографічна структура станом на 31 березня 2011 року:
|          | Загалом | Допрацездатний вік | Працездатний вік | Постпрацездатний вік |
| -------- | ------- | ------------------ | ---------------- | -------------------- |
| Чоловіки | 122     | 19                 | 99               | 4                    |
| Жінки    | 124     | 24                 | 85               | 15                   |
| Разом    | 246     | 43                 | 184              | 19                   |